# 宇宙空間と生存

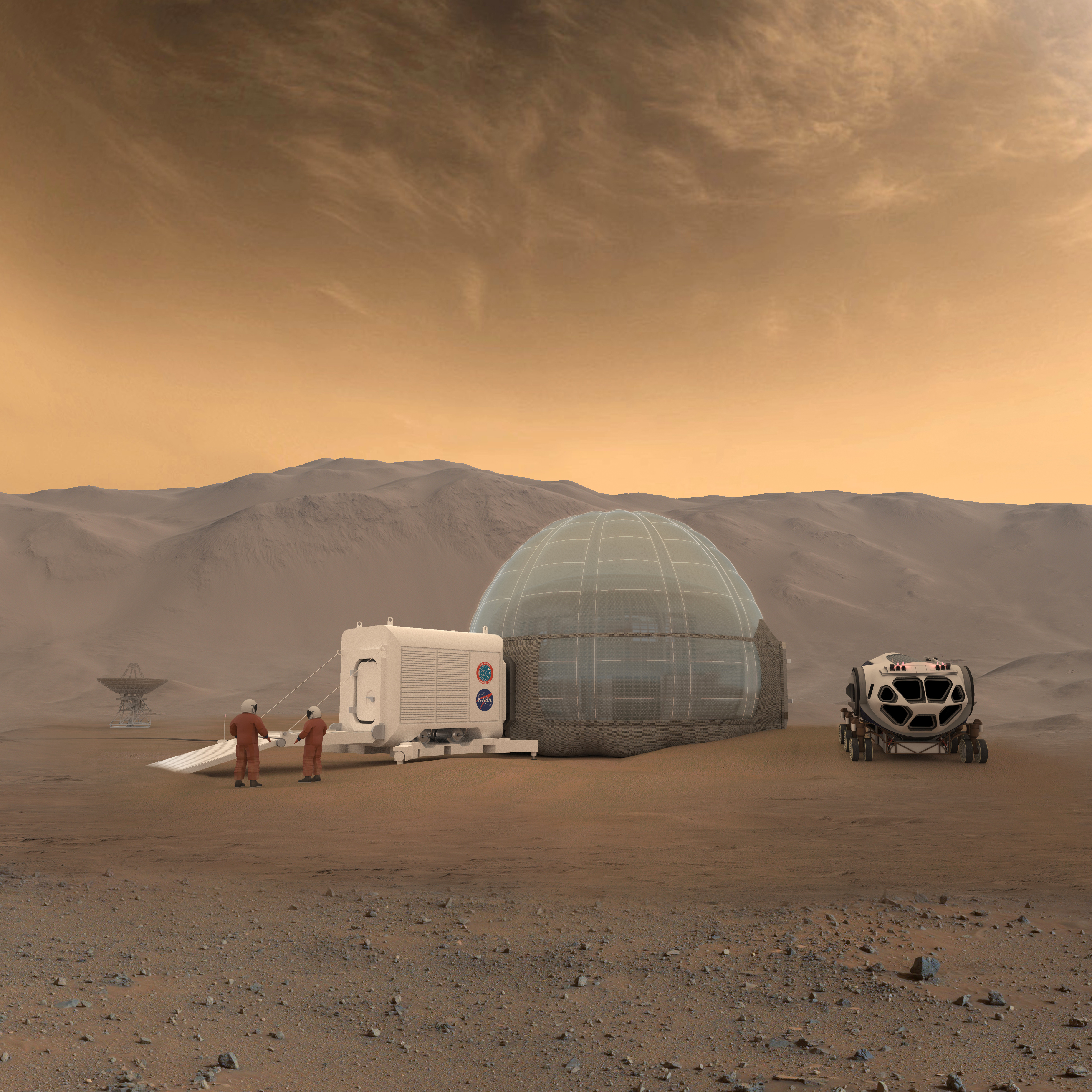
火星アイスドームの設計では、保護を強化するために冷凍水を使用している。

宇宙空間と生存（うちゅうくうかんとせいぞん、英語: Space and survival）は、人類と技術文明の長期的な生存には、宇宙の資源を利用する宇宙飛行文明の構築が必要であり、これを行わないと人類の絶滅につながる可能性があるという考えである。関連する観察では、人口の増加の結果として時間の経過とともに利用できる余剰リソースの量が減少するため、これを行う格好の機会が制限される可能性がある。
宇宙探査と人間の生存との関係が最も早く現れたのは、ルイス・ハレの1980年の外交に関する記事にある。宇宙の植民地化は世界的な核戦争が起こった場合に人類を安全に保つと述べた。このアイデアは、再利用可能なロケットと組み合わせた打ち上げシステムの形で技術が進歩することで、手頃な宇宙旅行がより実現可能になるため、近年ますます注目を集めている。

## 人類へのリスク

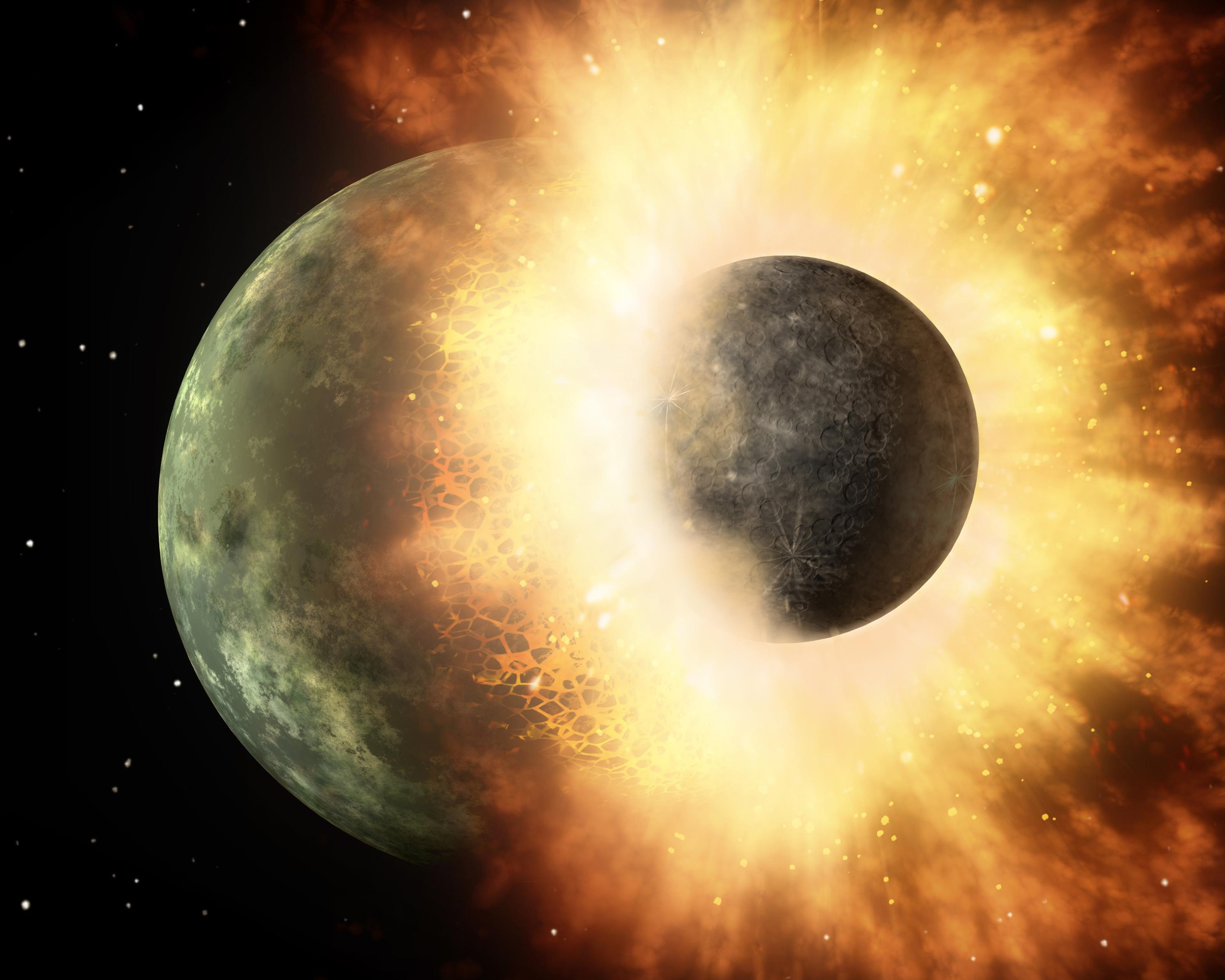
2つの惑星が衝突するアーティストの描写。

宇宙と人間の生存には、人間の種に対するリスクが伴う。将来の深刻な出来事は、実存的リスクとしても知られている人類の絶滅を引き起こす可能性のある出来事である。自然災害を生き延びた人類の長い実績は、数世紀のタイムスケールで測定すると、そのような危険によってもたらされる実存的リスクはかなり小さいことを示唆している。それにもかかわらず、記録されたすべての歴史の中で人類が実際に衰退したことは一度もないため、研究者は人類の絶滅を研究する上で障害を経験した。これは、天体衝突や大規模な火山活動、地球温暖化や壊滅的な気候変動などの人為的事象、さらには地球規模の核戦争などの自然の実存シナリオで将来的にはないという意味ではない。
人類に対する同じ実存的リスクの多くは、地球の生物圏の一部または全部を破壊する。多くの人が宇宙の他の部分に存在する生命と知性について推測しているが、地球は生命を宿すことが知られている宇宙で唯一の場所であるが、やがて地球には住めなくなる。遅くとも約50億年で太陽が赤色巨星になり、人類またはその知的な子孫がその時点でまだ存在している場合、人類の生存を確保するため、それ以前に太陽系を離れなければならない。

## 宇宙移民

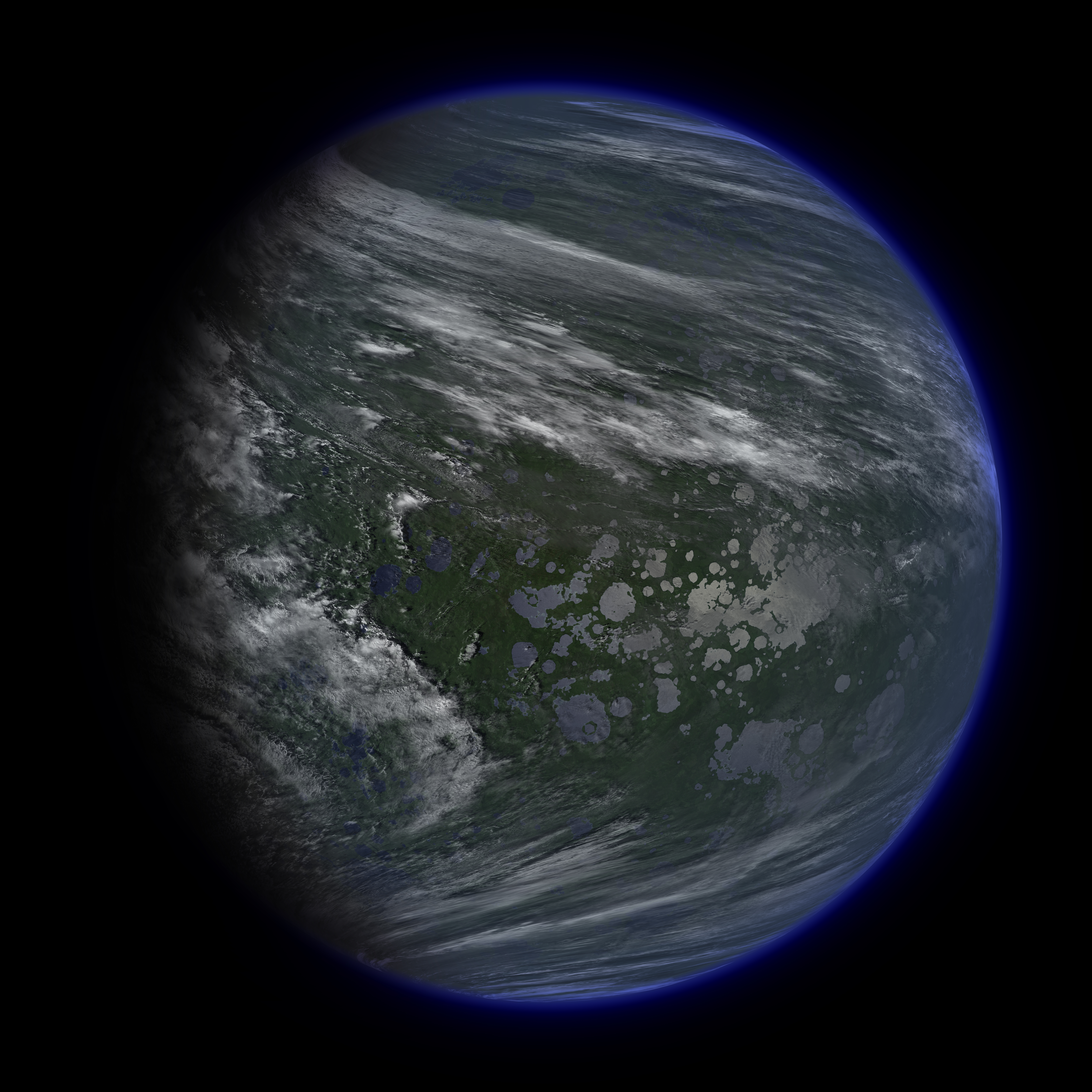
テラフォーミングされた水星のアーティストの描写。

人類の絶滅は、物理的な障壁を改善するか、人々と潜在的な大量絶滅イベントの平均間隔を伸ばすことによって防ぐことができる。たとえば、パンデミックは、感染した人々を検疫に入れ、健康な人々を避難させることによって制御される。ヒト属の人間の系統は、地球上に共存するいくつかの種から1つだけに減少した。他のすべての種は、最終氷河期が終わる前に絶滅した。これは、ホモサピエンスが惑星災害の影響を受けないこと、そして宇宙の植民地化を通じて人間の生存がより確実になる可能性があることを示している。
宇宙移民はまだ存在していないが、人類は国際宇宙ステーションの形で2000年以来継続的な宇宙の存在を持っている。人々が宇宙に住むことを可能にする生命維持システムはまた、彼らが危険な出来事から生き残ることを可能にするかもしれない。

### 複数の場所
人間の種の居住地域を拡大すると、人間と既知の危険な出来事との間の平均距離が長くなる。イベントに最も近い人々は、殺されたり負傷したりする可能性が最も高い。イベントから最も遠い人々が生き残る可能性が最も高い。人間が住む場所の数を増やすことも、絶滅を防ぐのに役立つ。たとえば、警告なしに地球上で大規模な天体衝突が発生した場合、人類は絶滅する可能性がある。その時には芸術、文化、技術は失われる。しかし、人間が以前に地球の外の場所に植民地化していた場合、種の生存と回復の機会はより大きくなる。

### 異論
宇宙を旅するとき、多くの問題が発生する可能性がある。人体に影響を与える可能性のある最大の問題の1つは星間放射である。地球の磁場と大気は地球上のすべての生物を保護するが、これは宇宙空間にはない。ロチェスター大学メディカルセンターの研究者によると、火星へのミッションに相当する放射線は、認知障害やアルツハイマー病などの深刻な脳損傷を引き起こす可能性を示唆している。

## 宇宙科学
宇宙の危険は、宇宙の観測と研究によって事前に確認でき、十分に早期に発見された場合は対処できる。

### 地球近傍天体
地球近傍天体（NEO）は、小惑星、彗星、地球に接近または衝突する大きな流星物質である。スペースガードは、NEOを発見して研究するためのいくつかの取り組みの総称だが、これらの取り組みには十分な資金がない。

## 批評
生存の解決策としての宇宙のいくつかのより現代的な理由は、宇宙探査の帝国主義的理由として特定されており、集合的な欠点を再配置するだけで、それらを解決していない。